# Kanakysaurus viviparus

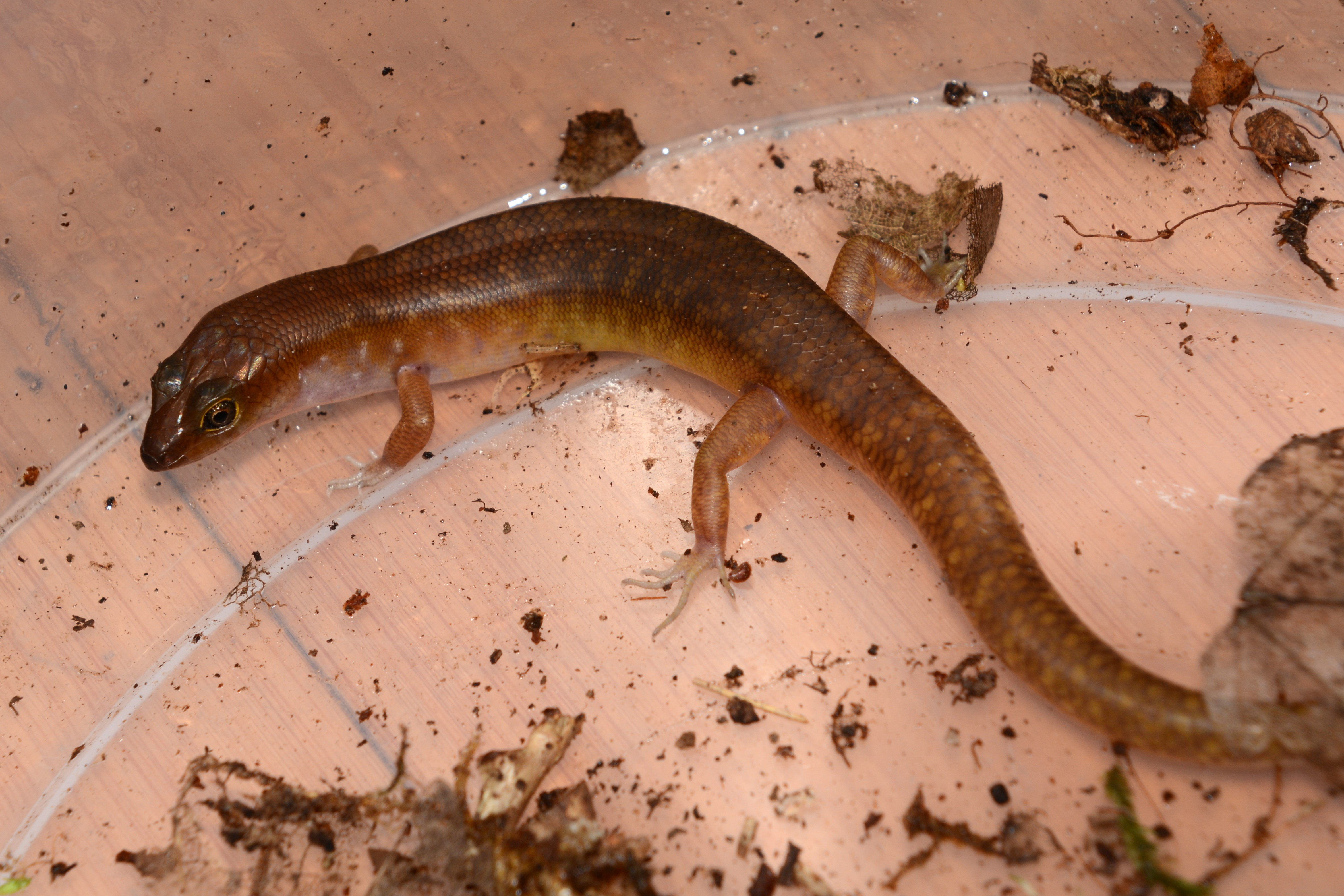
Kanakysaurus viviparus

Kanakysaurus viviparus ist eine Art der Glattechsen (auch als Skinke bekannt) in Neukaledonien. Der Gattungsname beinhaltet den Namen der Ureinwohner (Kanak) von Neukaledonien. Der Artname viviparus weist darauf hin, dass die Echsen ihren Nachwuchs lebend gebären (Viviparie). Die Art wurde erst im Jahr 2004 erstbeschrieben.

## Merkmale
Die Art weist eine Kopf-Rumpflänge von 61–83 mm (gemessen von der Schnauze bis zum Schwanzansatz) und eine Schwanzlänge von 133 % der Kopf-Rumpflänge auf. Es besteht ein markanter Sexualdimorphismus bei den adulten Tieren. Die Musterung ist bei den Weibchen intensiver als bei den Männchen. Kanakysaurus viviparus wird den nachtaktiven Glattechsen zugeordnet, ist aber auch zur Tagesaktivität fähig, bleibt dann aber im Unterschlupf. Die Glattechsen besitzen einen relativ robusten Körperbau. Kanakysaurus viviparus ist wie die verwandte Art Kanakysaurus zebratus lebendgebärend, unterscheidet sich jedoch von anderen neukaledonischen Glattechsenarten insbesondere durch ihre Schuppen, tieferen Augenlider und kaum erkennbaren Ohrläppchen. Die Weibchen tragen gewöhnlich drei Junge gleichzeitig aus.

## Lebensraum

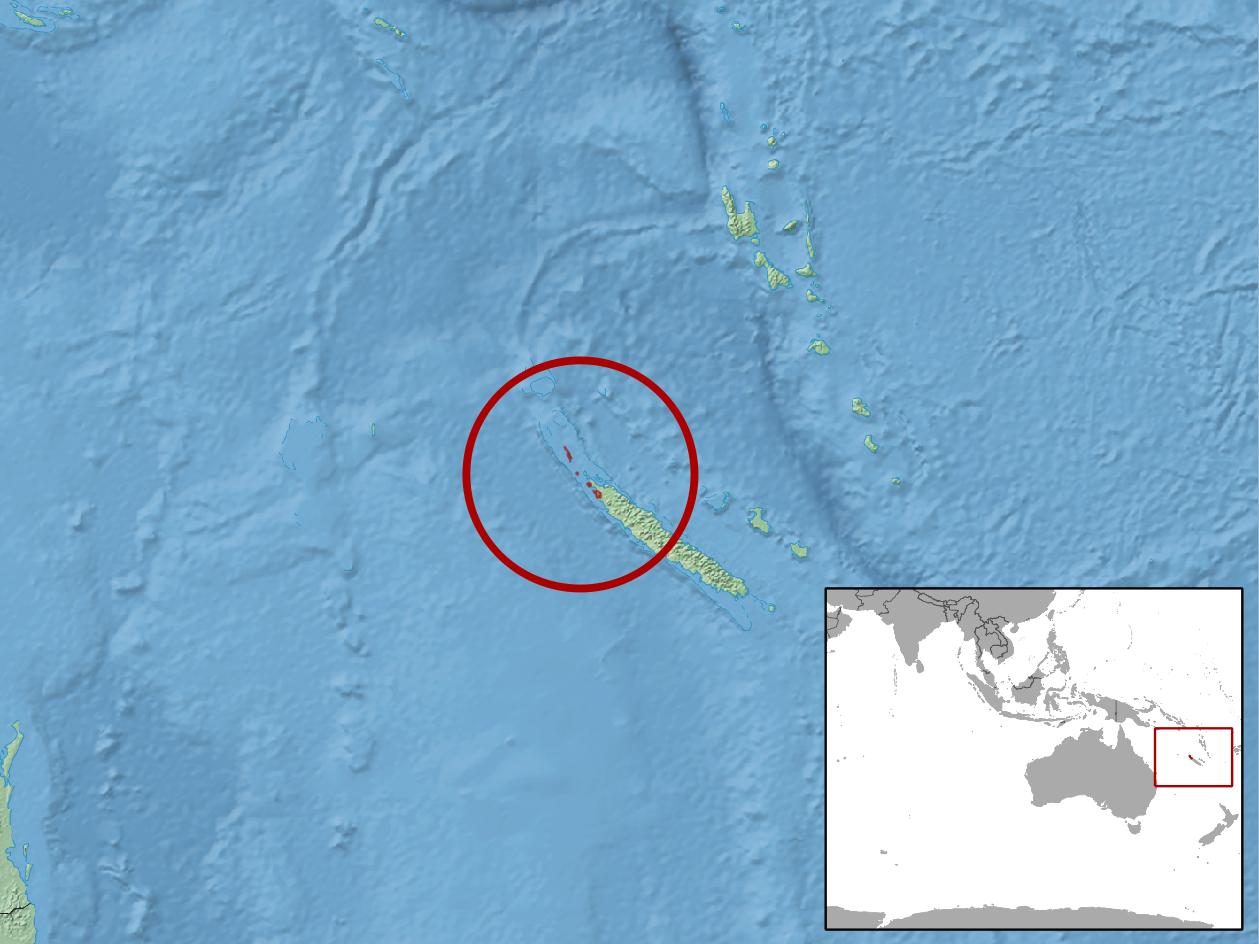
Verbreitungsgebiet von Kanakysaurus viviparus

Kanakysaurus viviparus kommt im äußersten Norden von Grande Terre im Bergmassiv Dôme de Tiébaghi und nahe dem Rivière Nehoué sowie auf den Belep-Inseln endemisch vor. Die Art bewohnt Au- und Galeriewälder sowie Macchie und Trockenwaldgebiete bis zu einer Höhe von 500 m. Die Tiere finden unter Baumstämmen, Steinen und Felsen Schutz. Das Gebiet, in dem die Art vorkommt, hat eine Fläche von etwa 485 km².

## Gefährdung
Die Art steht seit 2012 auf der Roten Liste gefährdeter Tierarten der IUCN („endangered“). Die Bedrohung geht von invasiven Tierarten wie Nagetieren, Katzen, Schweinen und Mähnenhirschen, zusätzlich auf Grande Terre vom Bergbau und auf den Belep-Inseln vorwiegend von absichtlich gelegten Bränden aus. Sie wird sowohl in der Nordprovinz als auch in der Südprovinz seit 2008 bzw. 2009 durch Umweltschutzgesetze geschützt.